# River Tawd
Der River Tawd ist ein Wasserlauf in Lancashire, England. Er entsteht im Süden von Skelmersdale und fließt in nördlicher Richtung zunächst durch den Ort. Im Westen von Newburgh kreuzt er den Leeds and Liverpool Canal. Er mündet danach in den River Douglas.